# Cadet Rousselle (film, 1946)
Pour les articles homonymes, voir Cadet Rousselle (homonymie).
Cadet Rousselle est un film canadien réalisé par George Dunning, sorti en 1946.

## Synopsis
Des marionnettes racontent la chanson Cadet Rousselle.

## Fiche technique
- Titre : Cadet Rousselle
- Titre original : Cadet Rousselle
- Réalisation : George Dunning
- Scénario : adapté de la chanson populaire Cadet Rousselle
- Musique : Le Trio lyrique
- Animation : George Dunning et Colin Low
- Production : James Beveridge (en) pour Office national du film du Canada
- Pays d'origine : Canada
- Format : noir et blanc
- Genre : film d'animation
- Durée : 8 minutes 58 secondes
- Date de sortie : 1946 (Canada)